# ریزن (نرم‌افزار)
ریزن (به انگلیسی: Reason) یک نرم‌افزار محیط‌کار صوتی دیجیتال است که توسط کمپانی سوئدی پروپلرهد (Propellerhead) تهیه و تولید شده‌است.
در حال حاضر آخرین نسخه این نرم‌افزار نسخه 12 می‌باشد.
این نرم‌افزار دارای ۳ پنجره رک، سکوئنسر و میکسر و داری انواع سینتی‌سایزرها، سمپلرها، ماشین‌های درام، افکت‌های مختلف و… برای ساخت آهنگ، صدابرداری و تولید موسیقی می‌باشد.
محیط رک در واقع همان رک سخت‌افزاری است که در استودیوهای صدابرداری و ساخت موسیقی دیده می‌شود که در آن‌ها تعدادی سینتی‌سایزر یا پروسسورهای دیگر برای موسیقی استفاده می‌شود و به‌عنوان یک قفسه که روی آن تمامی دیوایس‌ها نصب می‌شوند هست که در ریزن به‌صورت نرم‌افزاری این محیط ساخته شده‌است.
محیط سکوئنسر که در آن امکان ویرایش نت‌های موسیقی و همچین صداهای ضبط شده موجود است.
و میکسر که در نسخه ۶ ریزن وارد این نرم‌افزار شد یک میکسر SSL هست که مشابه با میکسر SSL 9000k می‌باشد.

## نگاهی کلی
با نگاهی به ریزن از سال ۲۰۰۰ میلادی که این نرم‌افزار تولید شده تا به امروز متوجّه تغییرات و پیشرفت‌های بسیاری در این نرم‌افزار می‌شویم در واقع این نرم‌افزار از یک استودیوی رک مجازی (Virtual Studio Rack) که فقط برای ساخت موسیقی و آهنگ‌سازی از آن استفاده می‌شد در نسخه ششم خود با ادغام نرم‌افزار رکورد در آن جزو دستهٔ Multitrack/Sequencerها نیز به‌حساب آمد و در نهایت به یکی از DAW‌های معروف تبدیل شد.

### ریزن ۱
نسخه یکم این نرم‌افزار در نوامبر سال ۲۰۰۰ میلادی منتشر شد و دارای ابزارهای NN-19 Digital Sampler و Subtractor Analog Synthesizer و Dr.Rex Loop Player و Redrum Drum Computer و Mixer 14:2 و Matrix Pattern Sequencer و Rebirth Input Machine و همچنین دارای افکت‌های RV7 Digital Reverb و DDL1 Digital Delay Line و D11 Foldback Distortion و ECF42 Envelope Controlled Filter و CF101 Chorus/Flanger و PH90 Phaser و COMP01 Compressor و PEQ2 two-band Parametric EQ بود.

### ریزن ۲
نسخه دوم ریزن در اواخر سال ۲۰۰۲ میلادی منتشر شد و یک سمپلر به نام NN-XT Advanced Sampler و یک سینتی‌سایزر به نام Malström Graintable Synthesizer به آن اضافه شد.

### ریزن ۲٫۵
نسخه ۲٫۵ این نرم‌افزار در سال ۲۰۰۳ میلادی منتشر شد و در این نسخه وکودر BV512 Digital Vocoder، ابزار ریورب RV7000 Advanced Reverb و یک دیسترت‌کننده صدا به‌نام Scream 4 Distortion به‌همراه ابزارهای UN-16 Unison و Spider Audio & CV Merger & Splitter به ریزن اضافه شدند.

### ریزن ۳
ریزن ۳ در سال ۲۰۰۵ میلادی منتشر شد و ابزارهای کامبینیتور (Combinator) و میکسر کوچک Line Mixer 6:2 به‌همراه ابزارهای میکس و مسترینگ MClass ریزن که شامل اکولایزر MClass، استریو ایمیجر MClass، کمپرسور MClass و ماکسیمایزر MClass بود به ریزن اضافه شدند.

### ریزن ۴
ریزن ۴ در ۲۶ سپتامبر سال ۲۰۰۷ میلادی منتشر شد و یک سینتی‌سایزر قدرتمند دیگر به نام Thor Polysoinc Synthesizer و همچنین ابزار RPG8 Monophonic Arpeggiator و یک Groove Mixer به نام ReGroover به ریزن افزوده شد.

### ریزن ۵
ریزن ۵ در ۲۵ اوت ۲۰۱۰ میلادی منتشر شد و ماشین درام جدیدی به‌نام Kong Drum Designer به آن افزوده شد و همچنین ابزار Dr.Rex Loop Player پیشرفته‌تر شد و امکاناتی به آن اضافه شد و به‌نام جدید Dr.Octorex Loop Player وارد ریزن ۵ شد. در ضمن قابلیت ضبط سمپل‌های صوتی (Live Sampling) و بلوک‌بندی برای قسمت‌های مختلف آهنگ که به Blocks معروف هست همچنین قابلیت استفاده از کیبورد کامپیوتر و ماوس نیز به‌عنوان میدی کیبورد کنترلر و تحلیل‌گر (آنالیزر) بلندی صدا (Level) با نام Big Meter نیز در این نسخه به ریزن افزوده شد.

### ریزن ۶
ریزن ۶ در ۳۰ سپتامبر ۲۰۱۱ میلادی منتشر شد و در آن نرم‌افزار رکورد و ریزن با هم ادغام شدند و امکانات نرم‌افزار رکورد که شامل میکسر SSL 9000k، قابلیت ضبط صدا، ID-8 Instrument Device و Line 6 Guitar and Bass Amp و Neptune Pitch Adjuster بود وارد ریزن شد.
همچنین سه ابزار Alligator Triple Filtered Gate, The Echo و Pulveriser Demolition به ریزن ۶ افزوده شد.

### ریزن ۶٫۵
در ۱۳ ژوئن ۲۰۱۲ میلادی منتشر شد بالاخره قابلیت پشتیبانی از پلاگین‌های دیگر موسیقی به آن افزوده شد این پلاگین‌ها با نام Rack Extensions با نام مخفف آر ای (Re) شناخته می‌شوند (مثل: VST , VSTi , RTAS و AU) که این فناوری توسط خوده شرکت پروپلرهد عرضه شد و مخصوص ریزن می‌باشد و به‌دیگر سازندگان ابزارهای نرم‌افزاری موسیقی اجازه می‌دهد تا ابزار خودشان را برای ریزن بسازند و به رک (قفسه) این نرم‌افزار اضافه کنند.

### ریزن ۷
در ۳۰ آوریل ۲۰۱۳ میلادی نسخه ۷ این نرم‌افزار منتشر شد و ابزار جدیدی همچون External MIDI Instrument و Audiomatic به قفسه این نرم‌افزار افزوده شد و اکولایزر میکسر آن به آنالیزر گرافیکی (Spectrum) مجهز شد. همچنین امکانات تکه‌تکه کردن فایل‌های صوتی به فرمت Rex نیز میسر شد و در واقع امکانات نرم‌افزار ریسایکل همین شرکت به ریزن اضافه شد. در ضمن امکان میکس گروهی کانال‌های میکسر در ریزن مهیا شد. همچنین در این نسخه بانک فایل‌های صوتی نرم‌افزار بروز شد.

### ریزن 12
جدید ترین محصول شرکت ریزن استودیوز است.

## امکانات و ابزار

### اینسترومنت‌ها
- سینتی‌سایزر آنالوگ ساب تراکتور (Subtractor Analogue Synthesizer)
- سینتی‌سایزر مالستروم (Malström Graintable Synthesizer)
- سینتی‌سایزر پلی‌سونیک تور (Thor Polysonic Synthesizer)
- اینسترومنت ای‌دی ۸ (ID8 Instrument)
- سینتی‌سایزر صدا و پیچ‌کننده نپ‌تیون (Neptune Pitch Adjuster and Voice Synth)

### سمپلرها
- سمپلر پیشرفته ان‌ان ــ ایکس‌تی (NN-XT Advanced Sampler)
- سمپلر ان‌ان ــ ۱۹ (NN-19 Sampler)
- تدوینگر نمونه‌برداری (سمپلینگ) زنده صدا (Live Sampling Editor)

### درام و لوپ
- ریدرام (Redrum Drum Computer)
- کونگ (Kong Drum Designer)
- دکتر اوکتو رکس (Dr. Octo Rex Loop Player)

### دیوایس‌های کنترل‌کننده
- اسپایدر (Spider Mergers/Splitters)
- ماتریکس (Matrix Pattern Sequencer)
- کامبینیتور (Combinator)
- آر پی‌جی ــ ۸ (RPG-8 Arpeggiator)

### داینامیک/اکولایز
- MClass Mastering Suite
- Master Bus Compressor
- BV512 Vocoder
- Modeled Channel EQ/Dynamics

### افکت‌ها
- ریورب پیشرفته آر وی ۷۰۰۰ (RV7000 Advanced Reverb)
- اسکریم ۴ (Scream 4 Distortion)
- آمپ‌های گیتار و بیس‌لاین ۶ (Line 6 Guitar/Bass Amps)
- اکو (The Echo)
- الیگی‌تور (Alligator Triple Filtered Gate)
- پال‌ورایزر (Pulveriser Demolition Unit)

### دیگر افکت‌ها
- COMP-01 Compressor/Limiter
- PEQ-2 Two Band Parametric EQ
- RV-7 Digital Reverb
- DDL-1 Digital Delay
- CF-101 Chorus/Flanger
- D-11 Foldback Distortion
- ECF-42 Envelope Controlled Filter
- PH-90 Phaser
- UN-16 Unison

### میکسر
- Gain
- Equalizer
- Send Effects
- Insert Effects
- Master Compressor
- Master Compressor w/ Sidechain Input
- Compressor
- Gate
- Lo-pass/Hi-pass filter